# Anolis ruizii
Anolis ruizii е вид влечуго от семейство Dactyloidae. Видът е застрашен от изчезване.

## Разпространение
Разпространен е в Колумбия.